# Nutzungsgrad
Nutzungsgrad ist der Quotient aus dem tatsächlich erreichbaren und dem maximal möglichen Wert einer Bezugsgröße, z. B. Flächen- oder Maschinennutzungsgrad. Siehe auch Nutzung (Technik).
Am häufigsten gebraucht wird er als technischer Fachbegriff für Energieausbeute. Der Nutzungsgrad einer Energieanlage oder eines -gerätes setzt die in einer bestimmten Zeit nutzbar gemachte Energie ins Verhältnis zur zugeführten Energie. In den betrachteten Zeiträumen können Pausen-, Leerlauf-, Anfahr- und Abfahrzeiten enthalten sein. Es kann auch ein exergetischer Nutzungsgrad gebildet werden als Quotient aus nutzbar gemachter und zugeführter Exergie.
Im Gebäudebereich wird gelegentlich der Kehrwert des Nutzungsgrades als Aufwandszahl bezeichnet.

## Heiztechnik
Der Nutzungsgrad eines Heizkessels ist die während eines Jahres nutzbar gewordene Wärme, bezogen auf die mit dem Brennstoff zugeführte Heizenergie. Der Nutzungsgrad wird nach DIN 4702 T8 ermittelt und in den Geräteunterlagen der Hersteller als Norm-Nutzungsgrad angegeben, welcher bei Gas-Brennwertgeräten mit bis zu 111 % beziffert wird, da Bezug genommen wird auf den unteren Heizwert, Brennwertgeräte aber auch die im Abgas enthaltene Kondensationsenthalpie des Wasserdampfs nutzen können. (Grund für diesen Bezug auf den unteren Heizwert durch die Gerätehersteller ist wohl die Verwendung desselben durch die Gaslieferanten. Der Gaspreis wird vom Versorger für die Kilowattstunde berechnet. Die Umrechnung der gelieferten Gasmenge in die Größe Kilowattstunden erfolgt mithilfe einer Formel, die den Faktor Brennwert gemäß dem unteren Heizwert veranschlagt, obwohl dieser nicht die gesamte Energie berücksichtigt, die im Gas enthalten ist.)

### Norm-Nutzungsgrad
Der Norm-Nutzungsgrad wird nach DIN 4702 Teil 8 ermittelt und enthält unter anderem Prüfungen bei 5 typischen Leistungsstufen, um einen realistischen Wirkungsgrad des Wärmeerzeugers (Heizkessel, Therme) widerzuspiegeln. Er wird auf den Prüfständen der Hersteller ermittelt.

### Jahresnutzungsgrad
Die dem System zugeführte Heizenergie kann mit Hilfe der tatsächlich verbrauchten Brennstoffmenge (Gaszähler, Ölzähler), vermindert um Abgasverlust, Kesselverlust, Stillstandsverluste, Verluste von Warmwasserspeichern und Verteilungsverluste (Schätzung) abgeschätzt werden. Messen lässt sich diese wichtige Größe nur mit Wärmezählern, die der Heizungsanlage direkt nachgeschaltet sind.
Gemessen über ein Jahr und geteilt durch die im Brennstoff enthaltene Energiemenge, ergibt sich der Jahresnutzungsgrad der Anlage. Dieser kann, auf den oberen Heizwert bezogen, bei guten Anlagen 90 % betragen, d. h. 10 % der im Brennstoff enthaltenen Energie kann nicht genutzt werden.
Einem „Norm-Nutzungsgrad“ von 85 % kann ein tatsächlicher Jahresnutzungsgrad von nur 30 % gegenüberstehen. Insbesondere im Sommer sind die Bereitstellungsverluste einer gängigen Heizungsanlage relativ hoch. So können ohne Weiteres 30–50 % des Brennstoffbedarfs nur für den Betrieb der Anlage anfallen (siehe dazu Heizkessel#Energieverschwendung).

### Energienutzungsgrad
Der Energienutzungsgrad ist der Quotient aus der Summe der nutzbar abgegebenen Energien und dem Energieeinsatz in einer Berichtszeit. Bei Akkumulatoren wird mit dem Begriff angegeben wie viel Prozent der ursprünglich dem Speicher beim Laden zugeführten Energie (Ladung von 0 auf 100 %) bei der Entladung wieder genutzt werden kann. Bei Lithium-Ionen-Akkumulatoren erreicht dieser über 90 %, beim Nickel-Zink-Akkumulator 55 %.

## KWK-Anlagen
Bei Anlagen zur Stromerzeugung mit Kraft-Wärme-Kopplung bezeichnet man mit Nutzungsgrad oder Gesamtnutzungsgrad das Verhältnis der gesamten genutzten Energieabgabe (Summe von Strom- und Wärmeabgabe) zum Energieeinsatz, in Abgrenzung zum (elektrischen) Wirkungsgrad, bei dem nur die Stromabgabe berücksichtigt ist. Da der Nutzungsgrad auch durch den Wärmebedarf mitbestimmt wird und damit stark jahreszeitlich schwanken kann, wird zur Bewertung von Anlagen in der Regel der Jahresnutzungsgrad herangezogen. Typische Werte von Anlagen, bei denen die Wärme ganzjährig sinnvoll genutzt werden kann, liegen bei 85–90 %, jedoch sind bei älteren oder nicht richtig eingestellten Anlagen auch Werte von nur 50–60 % möglich.

## Federn
Bei Federn beschreibt der Nutzungsgrad das Verhältnis von realer zu idealer Arbeitsaufnahmefähigkeit.
Unterschieden werden:
- Art-Nutzungsgrad ηA
- Volumen-Nutzungsgrad ηV
- Gewichts-Nutzungsgrad ηQ.